# 364 Isara
A 364 Isara (ideiglenes jelöléssel 1893 T) a Naprendszer kisbolygóövében található aszteroida. Auguste Charlois fedezte fel 1893. március 19-én.